# Rurange-lès-Thionville
Rurange-lès-Thionville è un comune francese di 2 205 abitanti situato nel dipartimento della Mosella nella regione del Grand Est.

## Società

### Evoluzione demografica
Abitanti censiti